# إيمانويل إيزوكام
إيمانويل إيزوكام (بالإنجليزية: Emmanuel Ezukam)‏ وهو لاعب كرة قدم نيجيري من مواليد ( 22 أكتوبر 1984)، لعب لأندية الجيش السوري والعربي الكويتي ويلعب حاليًا في صفوف نادي برقان الكويتي.

## وصلات خارجية
- إيمانويل إيزوكام على موقع قاعدة بيانات كرة القدم.إي يو (الإنجليزية)
- إيمانويل إيزوكام على موقع Soccerway.com (الإنجليزية)